# إدغار فوشتنغر
إدغار فوشتنغر (من 9 نوفمبر 1894 إلى 21 يناير 1960) جنرالًا ألمانيًا ( جينيرال لوتنانت ) خلال الحرب العالمية الثانية. كان فوشتنغر قائد فرقة بانزر الحادية والعشرين خلال غزو نورماندي. في وقت لاحق من عام 1944، حوكم وأدين بتهمة الخيانة من قبل محكمة الرايخ، وتم تخفيض رتبته وحُكم عليه بالإعدام. تم تخفيف الحكم بتدخل من أدولف هتلر. لم يوجه فوشنغر تقريراً عن مهمته التالية، وتجنب الشرطة العسكرية الألمانية حتى يتمكن من الاستسلام للحلفاء.
في وقت لاحق من حياته تعرض فوشتنغر لضغوط من قبل لجنة أمن الدولة للحصول على معلومات سرية عن جيش ألمانيا الغربية والكشف عنها ونقل هذه المعلومات إلى الاتحاد السوفيتي. 
في عام 2008، ذكرت إدانته من قبل محكمة الرايخ عام 1944 خلال مناقشة وطنية ألمانية حول مراجعة قدامى المحاربين الذين أدانتهم الحكومة النازية بالخيانة. إدانته السابقة لم تنقض. 

## الحرب العالمية الأولى
التحق فوشتنجر بمدرسة للمتدربين في كارلسروه عام 1907. خلال الحرب العالمية الأولى، حارب كملازم في روسيا وفرنسا. أثناء وجوده هناك، شارك في معركة فردان ومعركة السوم ومعركة أيسن الثانية.  

## الحرب العالمية الثانية
بعد استسلام ألمانيا، أستمر بالعمل كضابط في الرايخويهرحيث عمل في مجموعة متنوعة من الأدوار. انتقل إلى القيادة الميدانية في عام 1937، وفي أغسطس 1939، تم تعيينه لقيادة فوج المدفعية التابع لفرقة المشاة 227. قاد Feuchtinger هذه الوحدة في الحملة الغربية، والقتال في بلجيكا وفرنسا. في عام 1941، تم نقل الوحدة إلى الجبهة الشرقية، حيث شاركت فرقته في عملية بربروسا كجزء من مجموعة الجيوش الشمالية.

## أنشطة ما بعد الحرب
- الصليب الحديدي (1914) الدرجة الثانية (28 مايو 1915) والدرجة الأولى (20 يناير 1918) [4]
- ميدالية الشجاعة (النمسا-المجر) البرونزية (26 نوفمبر 1915) [4]
- صليب الفارس الثاني من رتبة الأسد Zähringer مع السيوف (30 سبتمبر 1916) [4]
- الدرجة الثانية للفارس نايتس كروس مع سيوف أوف ورينبرج فريدريش (16 ديسمبر 1917) [4]
- الصليب الهانزي هامبورغ (11 نوفمبر 1918) [4]
- صليب الشرف في الحرب العالمية 1914/1918 (22 فبراير 1935) [4]
- الدرجة الأولى في الديكور الأوليمبي الألماني (16 أغسطس 1936) [4]
- Clasp to the Iron Cross (1939) 2nd Class (17 May 1940) & 1st Class (14 July 1940) [4]
- ميدالية الجبهة الشرقية (26 يوليو 1942) [4]
- حرب الاستحقاق من الدرجة الأولى والثانية بالسيوف (1 سبتمبر 1942) [4]
- الصليب الألماني بالفضة (15 يوليو 1943)
- وسام الفارس الصليبي الحديدي في 6 أغسطس 1944 كرائد جنرال وقائد للفرقة 21 بانزر [5] [7]
- جائزة فيرماخت للخدمة الطويلة، المرتبة الرابعة مع الدرجة الأولى

### اقتباسات
1. ↑  Samuel W. Mitcham (2009), Defenders of Fortress Europe: The Untold Story of the German Officers During the Allied Invasion (بالإنجليزية), Potomac Books, QID:Q114772694
2. ↑  "Falltöter von rechts". Der Spiegel. 20 ديسمبر 1961. مؤرشف من الأصل في 2019-03-17.
3. ↑  "Spiegel interview with Dr. Rolf-Dieter Müller". SpiegelOnline (بالألمانية). Archived from the original on 2013-05-29.
4. 1 2 3 4 5 6 7 8 9 10  Wegmann 2009.
5. ↑  Fellgiebel 2000.
6. ↑  Scherzer 2007، صفحة 129.
7. ↑  Feuchtinger was arrested on 5 January 1945 for his absence from his command in June and December 1944. He was demoted to شوتزا and sentenced to death in January 1945. Feuchtinger was sent to the front with the 20. Panzergrenadier-Division for probation on 2 March 1945. He فرار, hid in تسيله, and was captured and taken أسير in هامبورغ by British forces in May 1945. The death sentence resulted in the permanent loss of all orders and honorary signs.[6]